# Anthony Obame
Anthony Obame Mylann (Libreville, 10 settembre 1988) è un taekwondoka gabonese.

## Carriera
Nel 2012 ha rappresentato il Gabon ai Giochi olimpici di Londra nella categoria degli atleti di peso superiore agli 80 chilogrammi, nella quale è giunto sino alla finale dove è stato sconfitto, con verdetto di preferenza arbitrale, dall'italiano Carlo Molfetta. Grazie a questo argento, è diventato il primo medagliato olimpico nella storia del suo paese. Il 19 luglio 2013 ha conquistato, a Puebla (Messico), uno storico oro mondiale nella categoria massima +87 kg. Due anni dopo ha conquistato il bronzo.
A Rio de Janeiro 2016, alla sua seconda partecipazione ai Giochi olimpici, è stato portabandiera per il suo paese alla cerimonia di apertura.
È allenato dallo spagnolo Juan Antonio Ramos, due volte campione mondiale della categoria al limite dei 58kg.

## Palmarès

### Giochi olimpici
- Argento a Londra 2012

### Mondiali di taekwondo
- Oro a Puebla 2013
- Bronzo a Chelyabinsk 2015
- Bronzo a Muju 2017